# Österled
För andra betydelser, se Österleden.

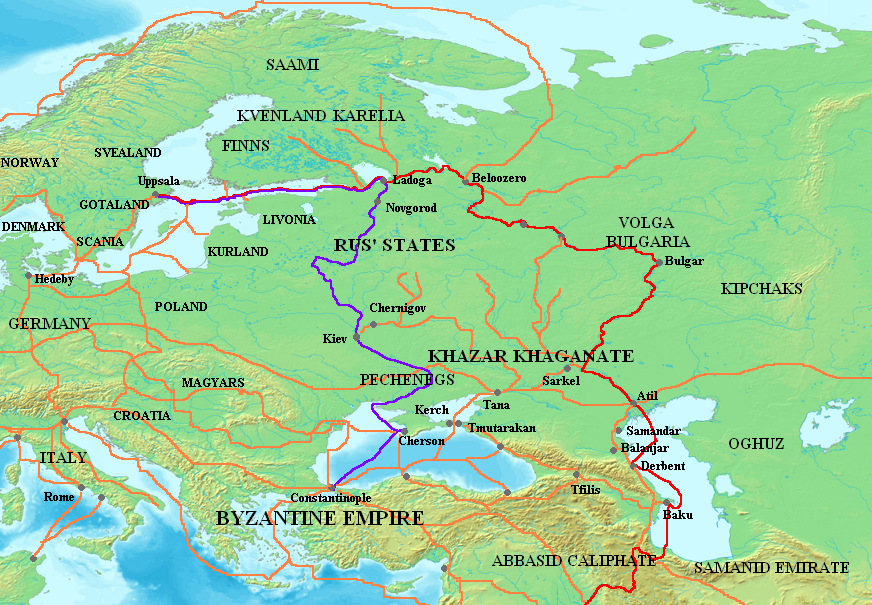
Nordbornas farleder i österled:
Vägen från varjagerna till grekerna
Volgas handelsrutt

Österled eller österväg (runsvenska: austrvegʀ/austrveħʀ) kallas färd i östlig riktning och har historiskt varit begrepp om de vikingatida farleder som gick från Östersjön in i dagens Ryssland och Ukraina och vidare till Konstantinopel eller Kaspiska havet, såsom vägen från varjagerna till grekerna och Volgas handelsrutt. Man brukar tala om fara i österled alternativt fara i österväg.

På Södermanlands runinskrifter 126 står:
Holmfriðr, ilin--r, þaʀ letu haggva stæin æftiʀ Æskel, faður sinn. Hann draug orrustu i austrvegi, aðan folksgrimʀ falla orði.
Holmfrid, ilin--r, de läto hugga stenen efter Äskil, fader sin. Han drog orosta (i strid) i österväg, i jåns folkgrim falla vorde (innan folkhövdingen falla gjorde).
Motsatsen kallas västerled.